# 慕家酩馏酒
慕家酩馏酒简称酩馏酒，是中國青海西寧拦隆口镇出产的一种白酒，源于四百多年前平凉慕容氏部族所酿之酒。三百多年前部分慕容氏族人由甘肃沿湟水迁至湟中聚族而居，形成今日之慕家村，并将酿酒术带至当地，但一直多为自酿自饮及外出替人帮工为生，直至光绪末年方有专以市售之酒坊，如老字号“慕家村酩馏酒”。后因当地酒坊时局变迁而关闭，直至改革开放后私营酒坊才又重新出现，慕家酩馏酒也得以重回市场，并于后入选省级非物质文化遗产。慕家酩馏酒乃以黑大麦和蓝青稞为主料，配以六十余味中药和藏药，蒸煮后发酵四至六个月后，再经多道传统工序酿制而成。